# Аньйоло ді Поло
Аньйоло ді Поло (італ. Agnolo di Polo); 1470, Флоренція — 1528, там же) — італійський скульптор і художник епохи Відродження.

## Життєпис
Аньйоло ді Поло належав до родини відомого скульптора: його дід Аньйоло ді Ліппі ді Поло працював асистентом при створенні вітражів для купола кафедрального собору Флоренції і взяв собі ім'я де Ветрі (de'Vetri), яке іноді також використовувалося його нащадками. Батько Поло ді Аньйоло, займався виготовленням масок і мав власну майстерню на Понте Веккіо у Флоренції, брат скульптора — Доменіко — гравера дорогоцінних каменів і медальєр.
Автор знаменитих «Життєписів» Джорджо Вазарі писав, що Аньйоло ді Поло був учнем Андреа Верроккьо, у якого також вчилися Лоренцо ді Креді, П'єтро Перуджіно і Леонардо да Вінчі, додавши, що
«Він працює дуже добре в глині і заповнив все місто роботами своїх рук».
З огляду на дату народження художника і те, що Вероккьо покинув Флоренцію в 1482 році, термін учнівства Аньйоло був дуже коротким. Ймовірно, що він продовжив навчання в майстерні, і після того як вона стала належати Лоренцо ді Креді.
До найбільш відомих робіт Аньйоло ді Поло відносять скульптуру Святого Іоанна Богослова, бюст Святого Сальваторе і статуя Мадонни з немовлям (1517).
Аньйоло ді Поло — також автор роботи «San Zanobi», що відноситься до 1514 або 1526 рр.